# اچ‌ام‌اس مالکوم (اف۸۸)
اچ‌ام‌اس مالکوم (اف۸۸) (به انگلیسی: HMS Malcolm (F88)) یک کشتی بود که طول آن ۳۱۰ فوت ۰ اینچ (۹۴٫۴۹ متر) بود. این کشتی در سال ۱۹۵۵ ساخته شد.